# Třída Pillau
Třída Pillau byla třída lehkých křižníků Kaiserliche Marine. Skládala se ze dvou jednotek, přijatých do služby v letech 1914–1915. Původně byly stavěny pro ruské carské námořnictvo a po vypuknutí první světové války zabaveny. Oba křižníky bojovaly v první světové válce, jeden byl potopen v bitvě u Jutska a druhý předán Itálii jakou součást reparací. Potopen byl za druhé světové války.

## Stavba
Německá loděnice Schichau-Werke v Danzigu získala roku 1912 zakázku na dva lehké křižníky pro ruské carské námořnictvo. Jejich kýly byly založeny roku 1913. Po vypuknutí první světové války byly oba téměř hotové křižníky zabaveny a v letech 1914–1915 zařazeny do německého císařského námořnictva. Úpravy zahrnovaly zejména náhradu ruské výzbroje německou. Třída Pillau představuje první německé lehké křižníky vyzbrojené 150mm kanóny.
Jednotky třídy Pillau:
| Jméno                         | Loděnice       | Založení kýlu | Spuštěna           | Vstup do služby   | Status |
| ----------------------------- | -------------- | ------------- | ------------------ | ----------------- | --- |
| Pillau (ex Muravjov-Amurskij) | Schichau-Werke | 1913          | 11. dubna 1914     | 14. prosince 1914 | Vyřazen 1919. V rámci reparací připadl Itálii. Zařazen jako Bari. V září 1943 v Livornu potopen americkým letectvem. |
| Elbing (ex Admiral Něvelskoj) | Schichau-Werke | 1913          | 21. listopadu 1914 | 4. září 1915      | Dne 1. června 1916 potopen v bitvě u Jutska.                                                                         |

## Konstrukce

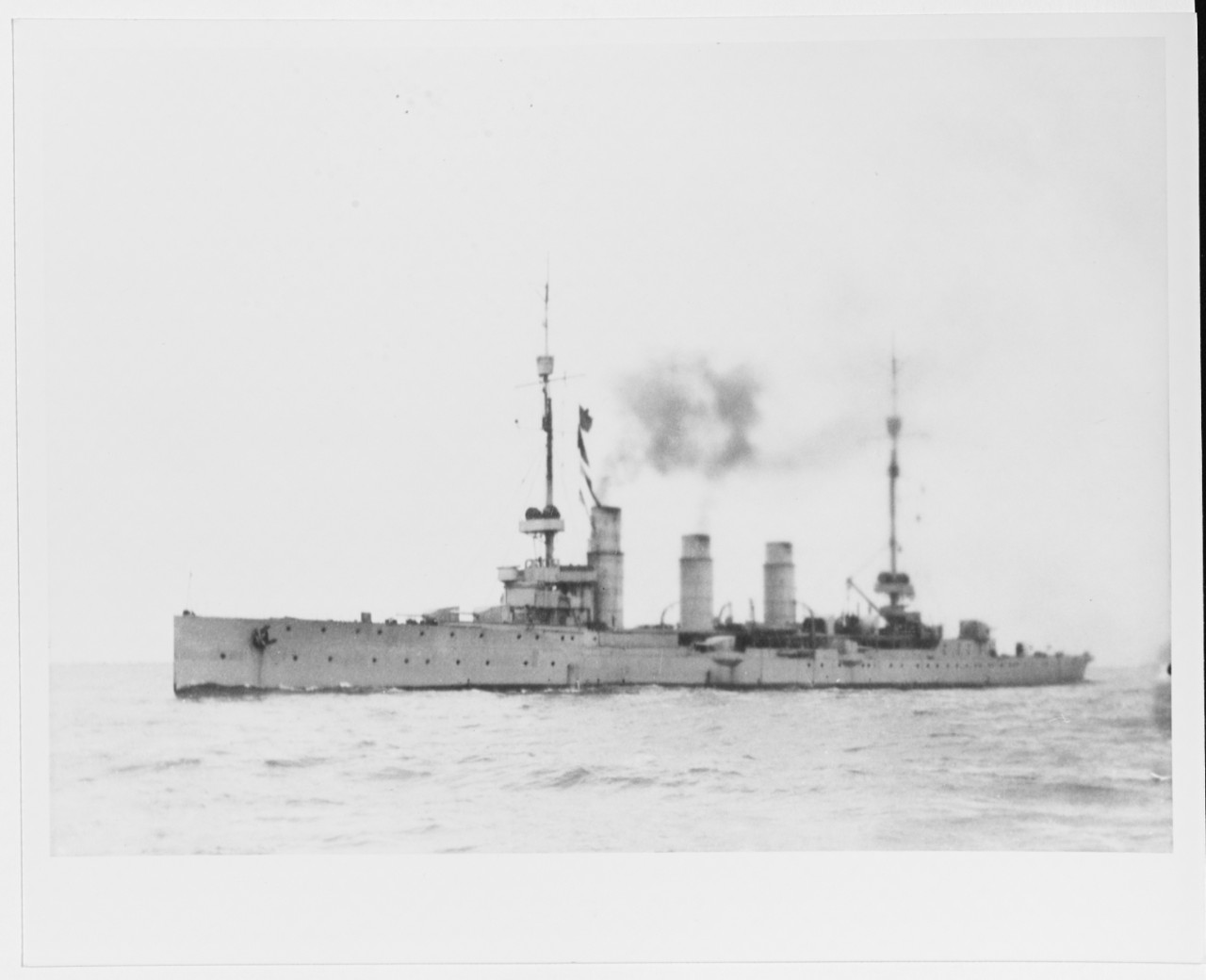
Pillau

Původní ruskou výzbroj představovalo osm 130mm a čtyři 63mm kanóny. Před zařazení do služby je nahradilo osm 150mm kanónů v jednohlavňové lafetaci, čtyři 52mm kanóny a dva 500mm torpédomety. Neseno mohlo být až 130 min. Boky lodí byly nepancéřované, pancéřová paluba měla sílu 20–80 mm, štíty děl 50 mm a velitelská věž 75 mm. Pohonný systém tvořilo deset kotlů Yarrow a dvě parní turbíny Marine o výkonu 30 000 hp, pohánějící dva lodní šrouby. Nejvyšší rychlost dosahovala 27,5 uzlu. Dosah byl 4300 námořních mil při rychlosti 12 uzlů.

### Modifikace
Roku 1915 byly na obou křižnících 52mm kanóny nahrazeny dvěma 88mm protiletadlovými kanóny.

## Osudy

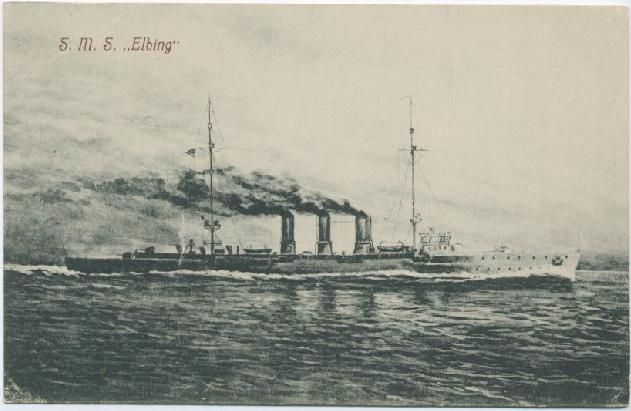
SMS Elbing

Oba křižníky byly nasazeny v bitvě u Jutska. Elbing byl v bitvě potopen. Nejprve byl těžce poškozen noční kolizí s bitevní lodí SMS Posen a nad ránem potopen. Pillau bojoval také 17. listopadu 1917 v druhé bitvě u Helgolandské zátoky. Pillau po válce v rámci reparací získala Itálie a přejmenovala ho na Bari. Křižník sloužil až do druhé světové války. V září 1943 byl potopen americkým náletem v přístavu Livorno.